# Bleke zegge
Bleke zegge (Carex pallescens) is een vaste plant, die behoort tot de cypergrassenfamilie (Cyperaceae). De polvormende plant komt van nature voor in Eurazië. De soort staat op de Nederlandse Rode lijst van planten als vrij zeldzaam en stabiel of toegenomen. Het aantal chromosomen is 2n = 62, 64 of 66.
De plant wordt 20–50 cm hoog en heeft een wortelstok zonder uitlopers. De stengel is scherp driekantig en iets ruw. De bladeren zijn verspreid behaard, 2–3 mm breed en geel- tot grasgroen van kleur. De bladschede is dicht bezet met afstaande haren en de bladschijf heeft aan de voet lange haren.
Bleke zegge bloeit in mei en juni. De bloeiwijze bestaat uit twee of drie groenachtige vrouwelijke aren met daarboven een bleekgroene, mannelijke aar. Om de steel van de aar zit een klein, tuitvormig, vliezig schutblad (cladoprofyllum). Het ongesnavelde (of met een zeer kort snaveltje), kale urntje is 2,5–3 mm lang en heeft drie nerven. Een urntje is een soort schutblaadje dat geheel om de vruchten zit. De kafjes zijn groen, eirond en iets korter dan het urntje. Het vruchtbeginsel heeft drie stempels.
De vrucht is een driekantig nootje.

## Ecologie
De plant komt voor op vochtige tot vrij natte, matig voedselrijke, kalkarme grond in lichte loofbossen, houtwallen en kort grasland.

### Syntaxonomie
Bleke zegge is een indicatorsoort voor het vochtig schraalgrasland (hm), een karteringseenheid in de Biologische Waarderingskaart (BWK) van Vlaanderen en het Brussels Hoofdstedelijk Gewest.

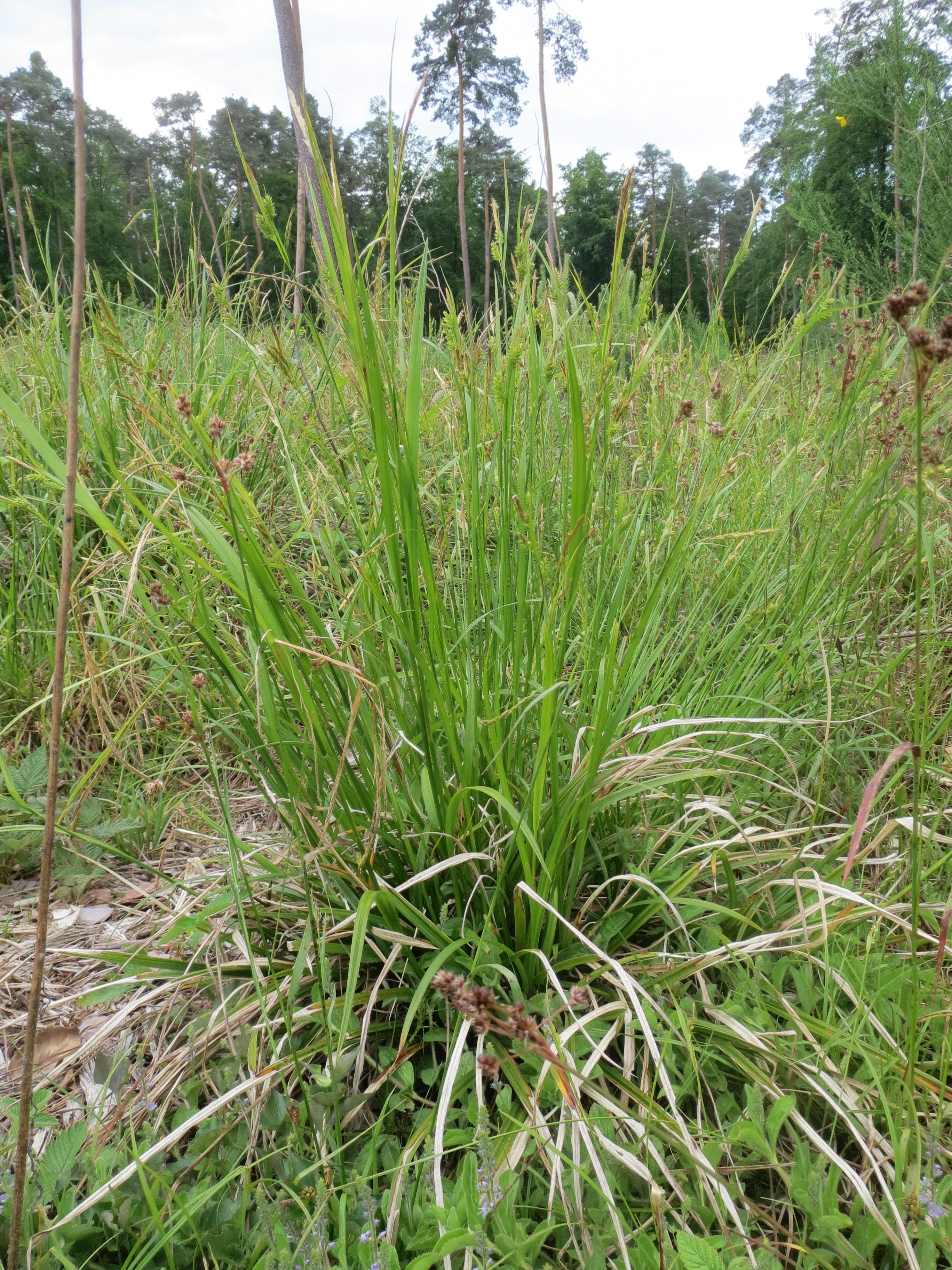
Plant
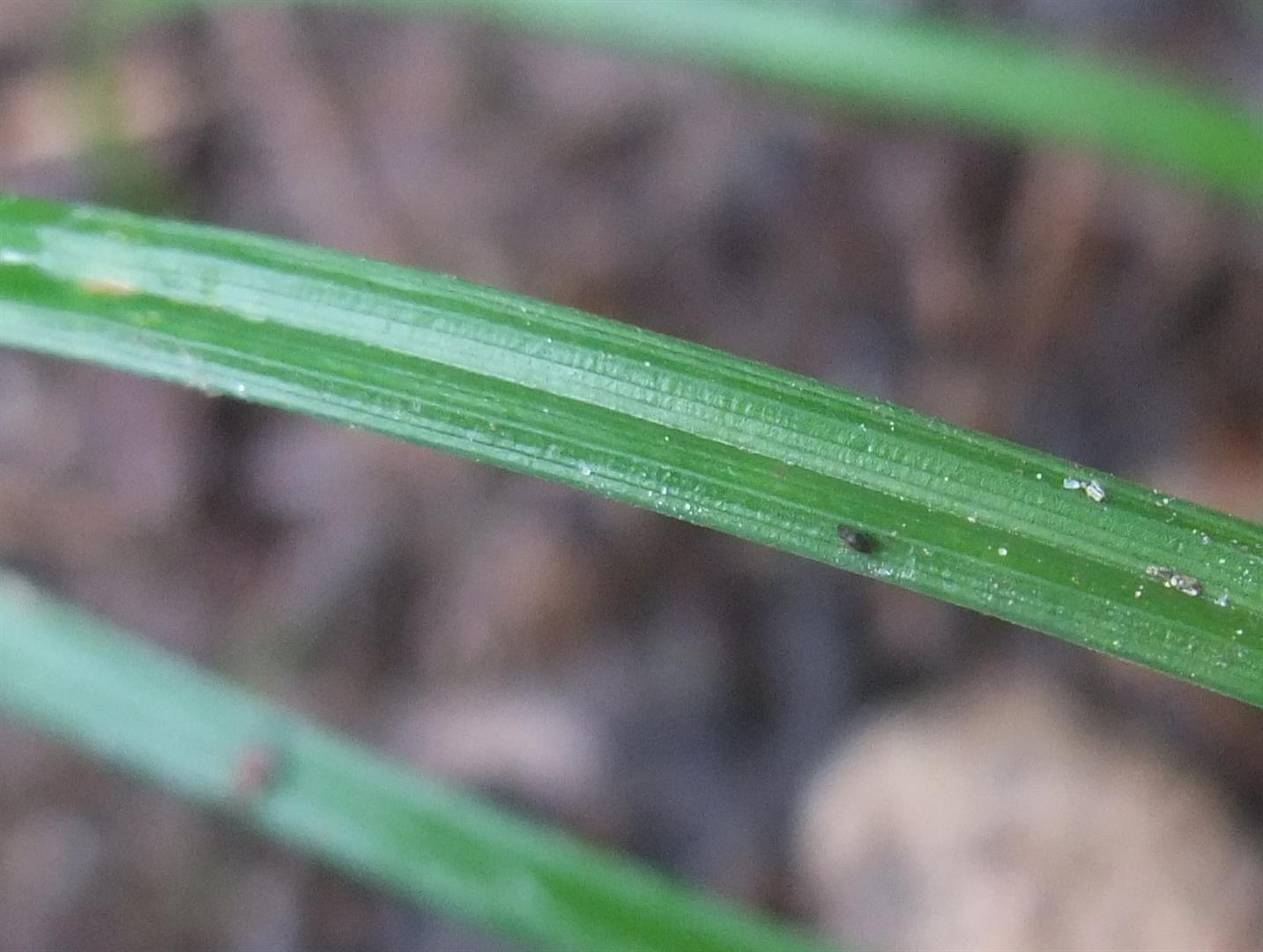
Blad
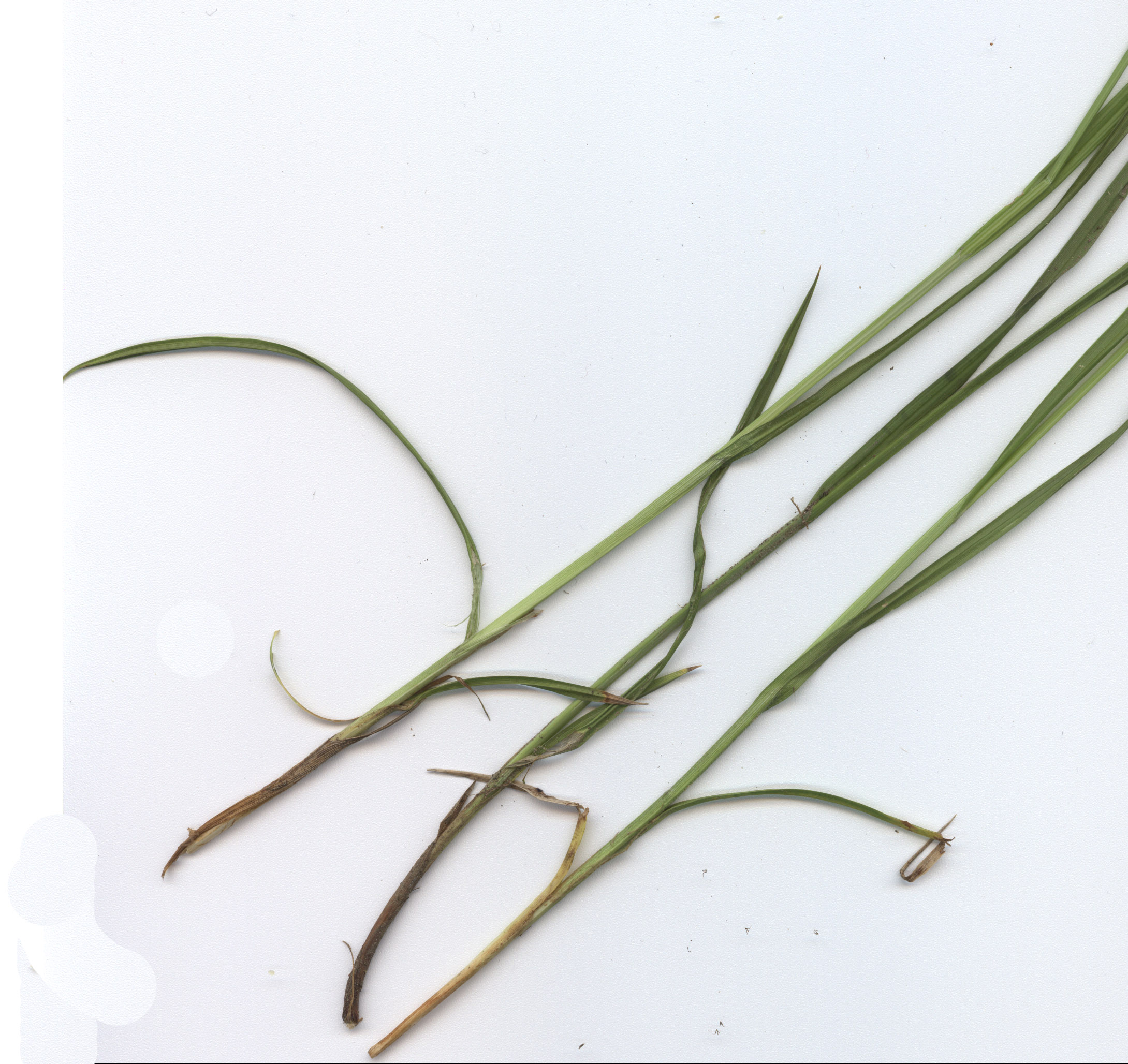
Bladscheden
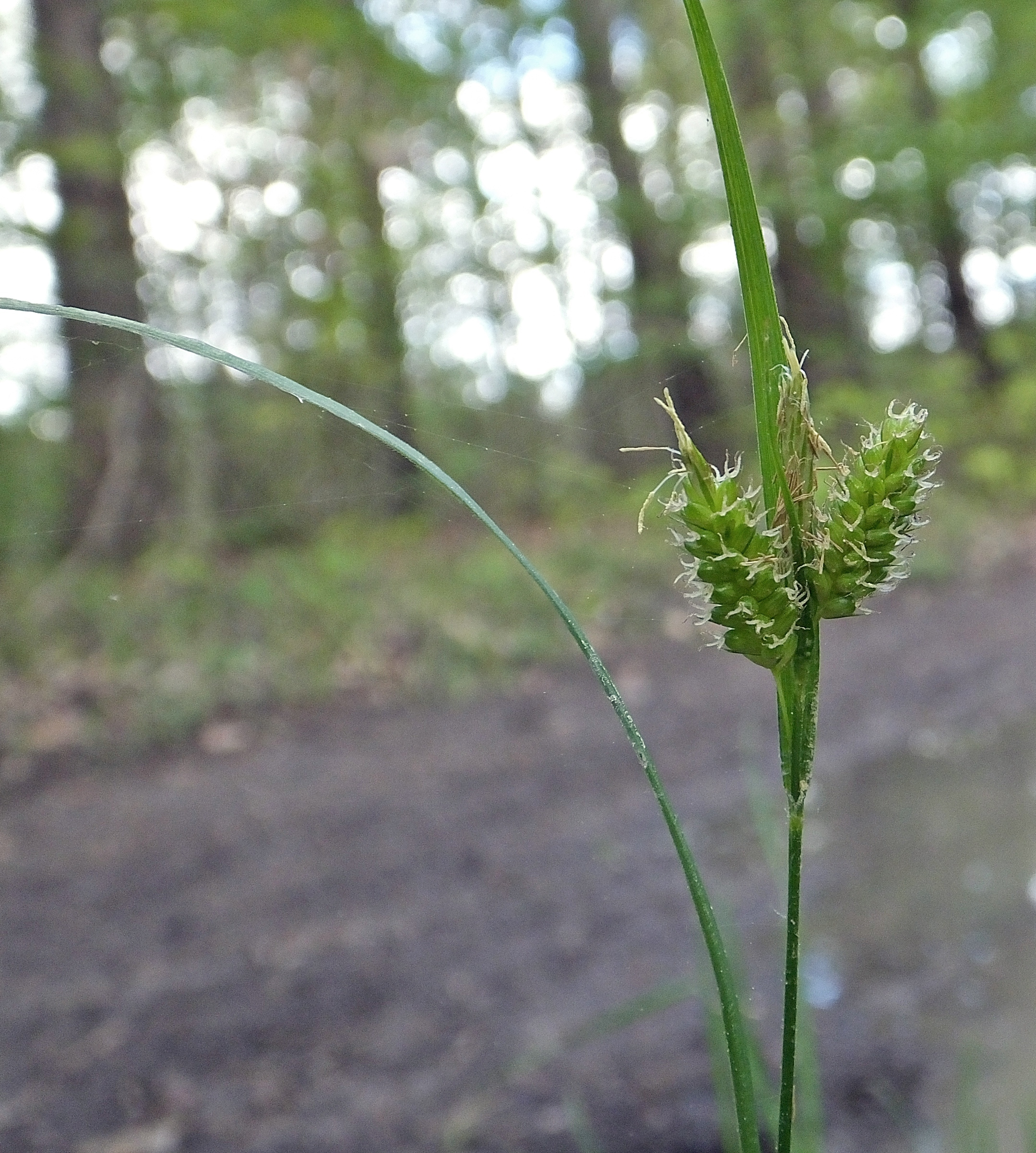
Bloeiwijze
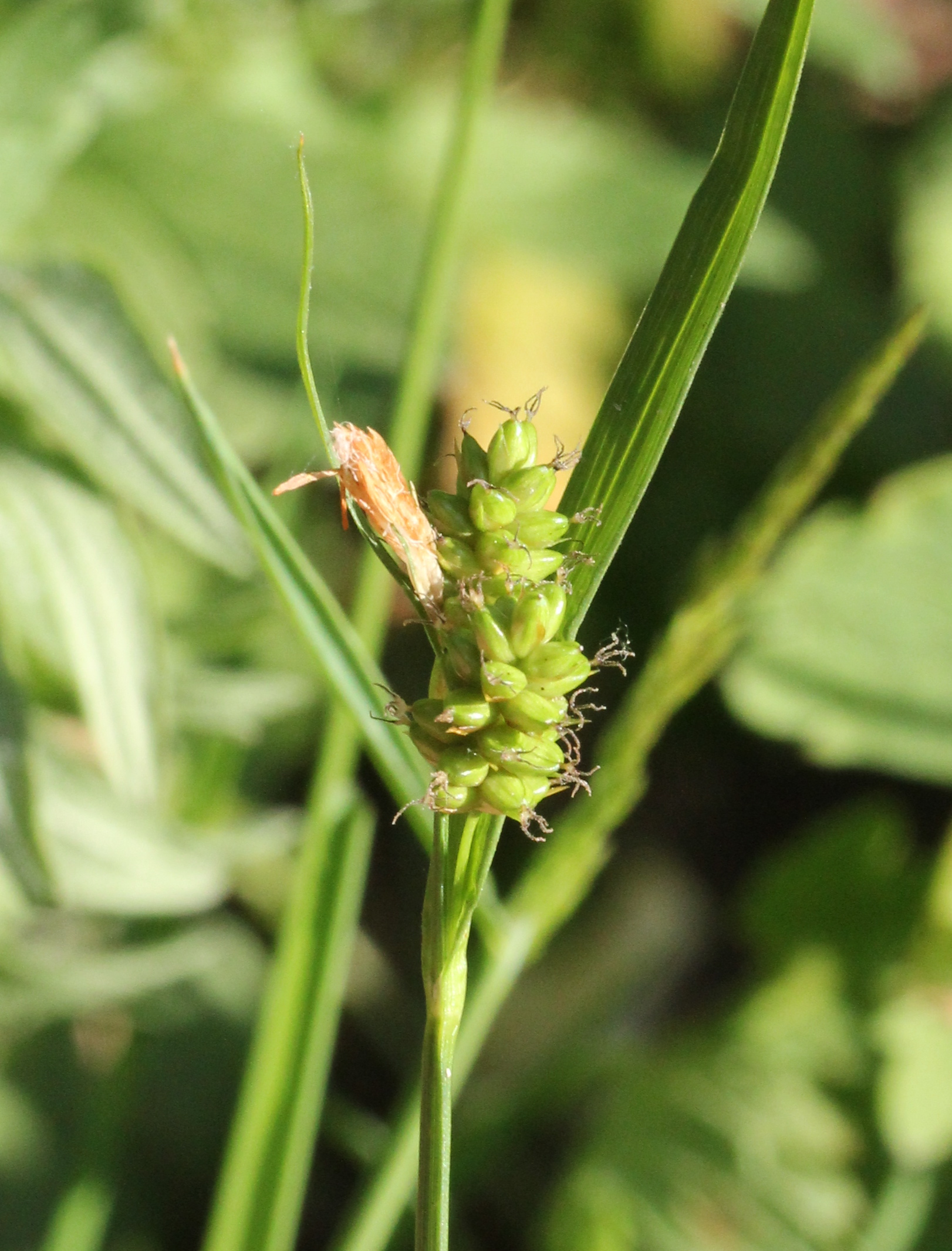
Bloeiwijze
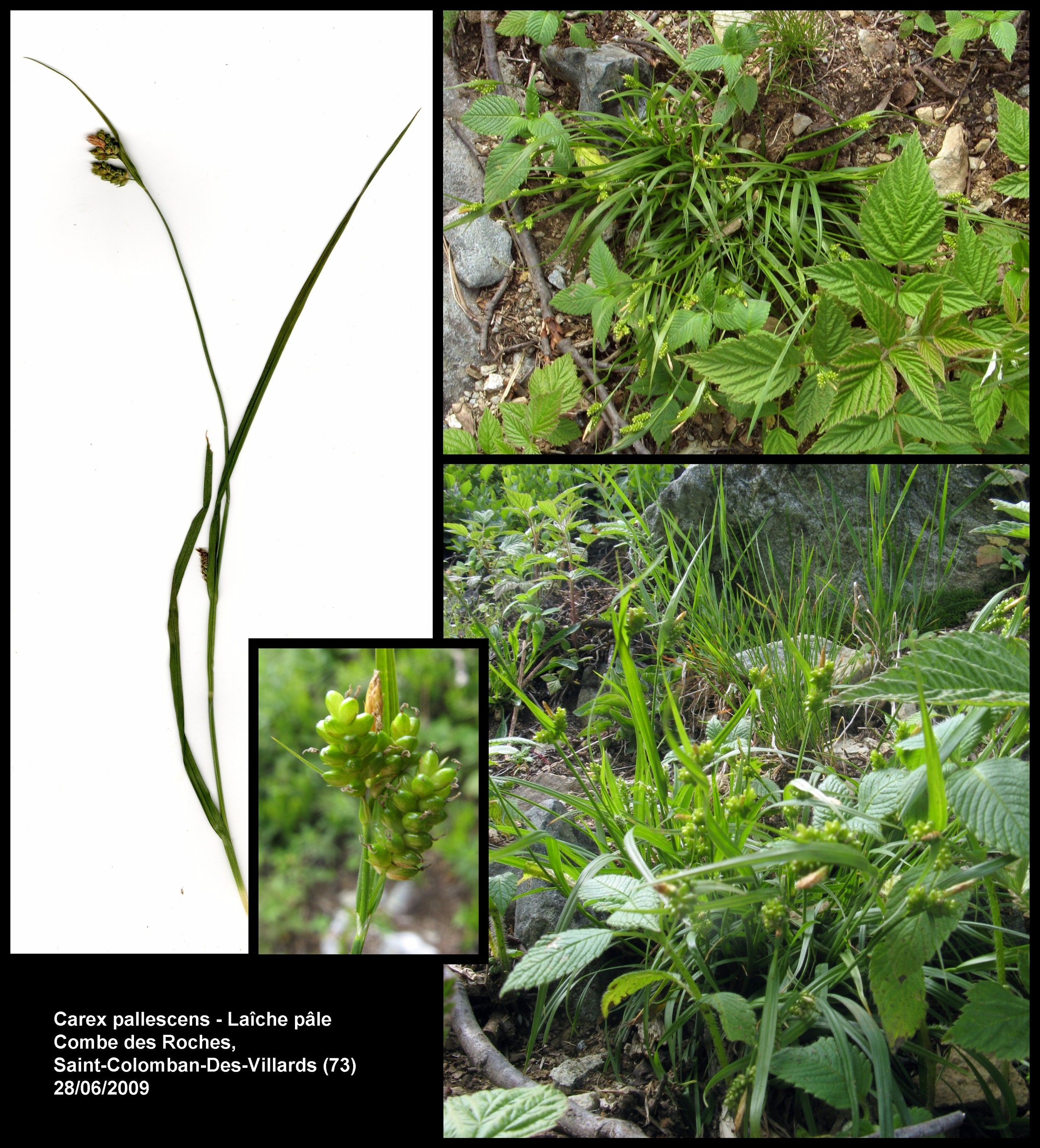
Compilatie